# Herb kraju karlowarskiego

Herb kraju karlowarskiego

Herb kraju karlowarskiego to jeden z symboli tego kraju. 

## Opis herbu
Tarcza herbowa czwórdzielna w krzyż.
- W polu pierwszym, czerwonym, srebrny lew wspięty o podwójnym ogonie w złotej koronie.
- W polu drugim, błękitnym fontanna złota wytryskująca dwa strumienie srebrnej wody.
- W polu trzecim, błękitnym, herb górniczy - dwa skrzyżowane górnicze młoty (pyrlik i żelazko) srebrne na złotych trzonkach. Pod nim dwie skrzyżowane złote gałązki.
- W polu czwartym, czerwonym, srebrny lew wspięty o podwójnym ogonie w złotej koronie, wyrastający z trzech srebrnych fal.

Herb został zatwierdzony przez Izbę Poselską Republiki Czeskiej 14 sierpnia 2001.
Identyczny wzór posiada heraldyczna flaga kraju.

## Uzasadnienie symboliki herbu
Lew w pierwszym polu był początkowo herbem dynastii Przemyślidów, aby stopniowo stać się herbem Bohemii i całego Królestwa Czech. Fontanna odnosi się do licznych miejscowości uzdrowiskowych, a młoty przemysł górniczy. Lew wyrastający z fal to godło stolicy kraju, Karlowych Warów, które ma pochodzić z roku 1370, kiedy to nadał je miastu król Karol IV.